# 45th Virginia Infantry
 (novembre 2024).
Si vous disposez d'ouvrages ou d'articles de référence ou si vous connaissez des sites web de qualité traitant du thème abordé ici, merci de compléter l'article en donnant les références utiles à sa vérifiabilité et en les liant à la section « Notes et références ».
Quarante-cinquième régiment d'infanterie de volontaires de Virginie
Le 45th Virginia Volunteer Infantry Regiment est un régiment d'infanterie levé dans le commonwealth de Virginie pour servir dans l'armée des États confédérés lors de la guerre de Sécession. Il combat principalement dans la région montagneuse qui comprend aujourd'hui les frontières de la Virginie et de la Virginie-Occidentale, et fait partie de l'armée de la vallée de Jubal Early pendant les campagnes de la vallée de 1864.

## Compagnies et formation
Les compagnies de la milice dans le sud-ouest de la Virginie commencent à se former dès que la sécession survient le 17 avril 1861. L'ancien gouverneur John B. Floyd est nommé brigadier général , et demande à organiser ces milices en une force de combat. Floyd appelle la milice à se rassembler sur le nœud ferroviaire central de Wytheville et nomme Henry Heth, diplômé de West Point, pour entraîner et organiser les volontaires.
Au 29 mai 1861, Heth a formé une dizaine de compagnies de près de 900 hommes dans une unité de combat et il les a rassemblés dans le 45th Virginia.
Les dix compagnies initiales sont :
1. Compagnie A - Garde de Floyd (co. Tazewell), commandée par le capitaine Joseph Harrison
2. Compagnie B - Mount Airy Rough and Readys (co. Wythe Co.), commandée par le capitaine John Buchanan
3. Compagnie C - Grayson Rifles (co. Grayson Co.), commandée par le capitaine Alexander M. Davis (en)
4. Compagnie D - Minute Men (co. Wythe), commandée par le capitaine Robert H. Gleaves
5. Compagnie E - Rough et Readys (co. Carroll), commandée par le capitaine William Lundy
6. Compagnie F - Tireurs d'Élite (co. Bland), commandée par le capitaine Andrew J. Grayson
7. Compagnie G - West Augusta Rifles (co. Tazewell), commandée par le capitaine William H. Browne
8. Compagnie H - Tazewell Rangers (co. Tazewell), commandée par le capitaine Edwin H. Harman
9. Compagnie I - Reed Island Rifles (co. Carroll), commandée par le capitaine Thomas D. Bolt
10. Compagnie K - Tazewell Boys (co. Tazewell), commandée par le capitaine Titus V. Williams

Le 17 juin 1861, Heth est promu colonel et est nommé commandant du régiment. Né à Tidewater Virginie (en), Heth est impopulaire auprès des paysans des montagnes et est connu pour sa discipline stricte. De son côté, Heth est frustré par l'analphabétisme et le manque de discipline de ses hommes, ainsi que par les actions du général Floyd alors son officier supérieur. Il écrit de Floyd, « j'ai vite découvert que mon chef était incapable du travail qu'il avait entrepris comme que je l'aurais été pour diriger un opéra italien ».
Le régiment élit également Gabriel Colvin Wharton, un diplômé de l'institut militaire de Virginie de Culpeper en tant que commandant, mais en moins d'un mois, il est promu colonel, commandant du 51st Virginia Infantry (en).

## Campagne de Virginie occidentale de 1861
En août, Floyd décide de déplacer sa brigade (le 45th Virginia et le 50th Virginia) dans la vallée de la Kanawha, dans l'actuelle Virginie-Occidentale, vraisemblablement en raison de la récente retraite de son rival politique, l'ancien gouverneur et brigadier général confédéré Henry A. Wise de ce territoire. Au cours du mois, il déplace lentement ses deux régiments vers le nord, jusqu'à ce qu'ils soient finalement rejoints pas deux autres régiments de la brigade de Wise, le 22nd Virginia Infantry et le 36th Virginia Infantry.
Le 25 août 1861, les éclaireurs rapportent la présence du 7th Ohio Infantry dans un camp à Carnifex Ferry et Floyd, après avoir pris conseil auprès de Heth, ordonne une attaque. Le 45th Virginia perd son premier homme tué au combat, mais la brigade met facilement en déroute les soldats de l'Ohio. Floyd établit un camp à Carnifex Ferry et y reste jusqu'au 10 septembre 1861, lorsqu'une brigade de l'Union commandée par le brigadier général William S. Rosecrans arrive et chasse la brigade de Floyd lors de la bataille de Carnifex Ferry. Pendant la bataille, Floyd est blessé au bras et est traité par un chirurgien du régiment. Le 45th Virginia ne perd aucun homme lors de la bataille, mais subit trois victimes pendant la retraite vers Dogwood Gap.
Floyd et Wise se rencontrent à Dogwood Gap et, ensemble, se retirent vers Sewell Mountain dans le comté de Fayette, où le 45th Virginia reçoit une nouvelle compagnie du comté de Tazewell, la compagnie L. Floyd décide de se retirer d'environ 64 kilomètres (40 miles) au sud-est, ce qu'il pense être une position plus défendable et ordonne à Wise d'en faire autant, mais Wise refuse et méprise Floyd comme il l'avait déjà fait en août. Le 21 septembre 1861, le général Robert E. Lee arrive sur l'ordre du président Jefferson Davis pour prendre le commandement des forces dans la région de la vallée de la Kanawha. Lee détermine que Wise a raison, et a ordonne à la brigade de Floyd de retourner à Sewell Mountain, mais aussi de fusionner sous le commandement de Floyd et envoie Wise à Richmond pour y être affecté.
De septembre à d'octobre, la brigade manœuvre autour de la région lors de plusieurs tentatives avortées d'attaque contre les hommes de Rosecrans qui retraitent. Lee est rappelé à l'est le 30 octobre 1861, laissant le commandement à Floyd, qui devient de plus en plus impopulaire. Plusieurs officiers de la 45th Virginia démissionnent pour protester contre le traitement sévère de leurs hommes, et Floyd en colère les remplacent, y compris les capitaines Joseph Harrison, Alexander Davis et George Gose. En novembre, Floyd commence à bombarder la position de Rosecrans, mais n'ordonne pas une attaque et, lorsque Rosecrans lance une offensive de sa propre initiative le 10 novembre 1861, il est forcé de battre en retraite sur les routes rendues impraticables par le mauvais temps. Il retraite jusqu'à Dublin avant de stopper le 9 décembre 1861 et d'entrer dans ses quartiers d'hiver.
En décembre, le 45th Virginia fait partie d'une nouvelle brigade qui a été placée sous les ordres de Heth, qui est basée à Lewisburg et le lieutenant colonel William E. Peters prend en charge le régiment. Janvier est le terme de l'engagement du régiment, et les hommes reçoivent la promesse d'une prime de 500 dollars et une chance d'élire de nouveaux officiers s'ils signent pour un autre contrat de trois ans. En dépit de la perte de 4 tués au combat et 70 morts de maladie, il y a beaucoup moins d'enthousiasme que l'année précédente.

## Campagnes de 1862
En janvier, la plupart du régiment s'engage à nouveau, et la compagnie L est transférée dans le 23rd Virginia Infantry. Floyd et la plupart de son commandement sont transférés dans le Tennessee pour soutenir les activités du général Albert Sidney Johnston, et le 45th Virginia passe plusieurs mois à faire des manœuvres. En avril, Lee, maintenant conseiller militaire spécial du président, ordonne au régiment de partir pour Knoxville, mais le brigadier général Heth le convainc qu'il est plus essentiel de garder les lignes de chemin de fer dans le sud-ouest de la Virginie.
Le 30 avril 1862, on demande au 45th Virginia de contrer rapidement les mouvements de l'Union du brigadier général Jacob D. Cox dans le comté de Giles. Le 10 mai 1862, Heth mène une petite brigade, y compris le 45th Virginia, contre le 23rd Ohio, maintenant, sous les ordres de lieutenant colonel Rutherford B. Hayes à Giles Court House, les repoussant hors de ses positions. Heth salue le commandement de Peters, mais quand le régiment est finalement réorganisé quatre jours plus tard, Peters n'est pas élu et quitte le régiment.
William Browne, natif de Tazewell, un diplômé de West Point et commandant de la compagnie G, est élu colonel, et un autre natif de Tazewell, Edwin Houston Harman, est élu lieutenant-colonel. Alexander Davis est devenu le nouveau commandant, et les hommes ont également profité de l'occasion pour remplacer cinq des dix commandants de compagnie, ainsi que les deux qui ont été promus, et aussi de nombreux lieutenants.
Heth apprend que le colonel George Crook occupe Lewisburg et prend le 45th et le 22nd Virginia et le bataillon de Finney pour le déloger. Heth gère mal son affaire, et Crook défait facilement l'attaque, avec seulement le 45th Virginia qui maintient un semblant d'ordre. Il passe le reste de l'été à retraiter, au grand dam de la population locale, jusqu'à ce qu'il soit transféré dans le Tennessee et soit remplacé par le brigadier général John Echols (en), un diplômé de l'Institut Militaire de Virginie.
Le major général William W. Loring, qui commande le département du sud-ouest de la Virginie où le 45th Virginia opère, décide d'unir ses forces afin de repousser les troupes de l'Union hors de la vallée de la Kanawha. À 5 heures du matin le 10 septembre 1862, Loring déploie ses forces pour approcher du camp de l'Union à Fayetteville, avec le 45th Virginia, sur la gauche affecté à la brigade de brigadier général John S. Williams. Il avance face à un feu nourri, Browne écrivant, « l'ennemi a jeté de la mitraille et des balles minié, épais comme de la grêle autour de nous », jusqu'à ce que la tombée de la nuit stoppe la brigade. L'Union se retire au cours de la nuit et commence une poursuite de près d'une semaine vers Charleston. Les confédérés atteignent la ville au milieu de la retraite de l'Union. Le lieutenant James Hackler et trois autres hommes de la compagnie C traversent la rivière, tandis que la ville est encore à moitié occupée et déposent les couleurs de la garnison, revenant avec elles derrière la rivière en toute sécurité.
Avec la conclusion de la bataille de Charleston, Loring chasse efficacement toutes les troupes de l'Union de la vallée de la Kanawha et émet proclamation disant, « l'armée des états confédérés est venue vers vous pour expulser l'ennemi, pour sauver les gens du despotisme du gouvernement de l'État contrefait imposé sur vous par les baïonnettes du Nord, et pour restaurer le pays, une fois de plus, à son allégeance naturelle à l'État ». Loring appelle également les comtés occidentaux à cesser toute coopération avec les armées du Nord et à lui envoyer des hommes pour les nouveaux régiments.
L'occupation de Charleston est de courte durée, cependant. La défaite de Lee à la bataille d'Antietam le conduit à donner l'ordre à Loring de partir pour la vallée de Shenandoah pour le renforcer au cas où le major général George B. McClellan poursuivrait l'armée de Virginie du Nord par delà le fleuve Potomac. Loring choisit néanmoins de rester à Charleston et est convoqué à Richmond, où il se met en marche avec toute son armée. Le 16 octobre 1862, il est convoqué de nouveau, mais cette fois, est également relevé de son commandement, avec Echols qui le remplace temporairement. Echols essaie de retourner à Charleston avec l'armée, mais les forces de l'Union ont déjà rendu la position intenable, aussi il place l'armée dans ses quartiers d'hiver sur une ligne de Lewisburg à Princeton.
En novembre, le commandant de la brigade du 45th Virginia, John S. Williams, est placé à la tête du département du sud-ouest de la Virginie pour remplacer Loring, et il est subordonné au nouveau département du Trans-Allegheny couvrant tout l'ouest de la Virginie, la frontière du Kentucky, que Williams commande également temporairement, jusqu'à ce que Davis mette en place le major général Samuel Jones.

## 1863: la défense de la voie ferrée et des mines de sel
À l'hiver 1863, les mines de sel de Saltville, en Virginie, sont devenues d'une importance vitale pour les forces confédérées en Virginie. La plupart du sel utilisé dans la préservation de la viande pour les armées provient du sud-ouest de la Virginie et plus généralement du département de la Trans-Allegheny, et le 45th Virginia est plus précisément chargé de la protection de l'approvisionnement. Tout au long de l'hiver, le régiment est engagé dans une série de manœuvres périodiques visant à soutenir une offensive qui n'aura jamais lieu. Surtout, le régiment se déplace de ville en ville, prenant même le temps de reconstruire la maison d'un homme dont la maison a été détruite par une tempête.
L'été voit l'admission de l'état de la Virginie-Occidentale, dans l'Union, ainsi que l'entrée du brigadier général William W. Averell dans le sud-ouest de la Virginie et une nouvelle offensive de l'Union. Averell lance une autre offensive vers Lewisburg et le gouvernement confédéré s'inquiète pour la bibliothèque de droit contenant les titres de propriétés de toutes les terres des comtés de l'ouest de la Virginie, récemment déclarées comme nouvel état de Virginie-Occidentale. On demande alors aux troupes du département de la Trans-Allegheny, maintenant sous les ordres du major général Samuel Jones de protéger Lewisburg.
Une brigade sous les ordres du colonel William L. Jackson tente de ralentir Averell et le 45th Virginia, stationné à Lewisburg, tente de venir sur ses arrières. Quand Jackson est forcé de reculer, Jones envoie le 22nd Virginia, sous les ordres du colonel George S. Patton et le 26th Virginia Battailon, et ensemble, avec une poignée d'autres troupes, ils se confrontent à Averell à White Sulphur Springs, le 26 août 1863. Deux compagnies détachées du 45th Virginia, sous les ordres du lieutenant colonel Harman entrent dans le combat sur la gauche « se battant comme des démons », selon ses dires. Alors, Averell lance des troupes supplémentaires contre eux. Browne envoie les compagnies les renforcer et, finalement, le commandant Davis fait entrer le reste du régiment.
Après que les troupes d'Averell les troupes ont fait quatre charges sur ses hommes, Harman écrit : « Après avoir chargé notre régiment à quatre reprises - et avait été repoussé - la fois suivante qu'ils sont venus au travers de la broussaille et sont arrivés à 20 pas avant que nous ne les aillons vus, - et les officiers nous interpellèrent - soyez damnés - ne pouvez-vous pas, vous  les rebelles vous mettre à courir - un de mes gars -  répondit -  soyez damnés on ne peut pas et ensuite on leur a délivré un tel feu qu'ils ne pouvaient pas résister et se sont mis eux-mêmes à courir. Notre régiment a repoussé huit charges lourdes et furieuses. »
Les combats se poursuivent jusqu'à la tombée de la nuit, lorsque les deux armées dorment sur le terrain. Le lendemain matin, Averell ordonne une charge supplémentaire et est de nouveau repoussé. Pour leur résistance à White Sulphur Springs, les hommes du 45th Virginia reçoivent des éloges de la part de Jones, qui écrit dans son rapport qu'« ils ont inscrit leurs noms en haut sur la liste de ceux qui, dans cette guerre, ont illustré la vaillance de nos troupes ». Le colonel Browne remarque également qu'« en dépit de longues marches réalisées par mes hommes (ayant marché environ 160 kilomètres (100 miles) pendant les quatre jours précédant cet engagement), je n'avais pas de traînards ou de rôdeurs. Je n'ai jamais vu sur n'importe quel champ de bataille des hommes agir avec autant de sang froid et de courage ; ils se sont battus avec une volonté de le faire ou de mourir ».
Avec les forces de la Confédération dans le Tennessee, sous une forte pression de l'Union qui approche de Chickamauga au cours du mois de septembre, le 45th Virginia et beaucoup d'autres unités de Jones sont transférés dans le Tennessee oriental. Initialement, le régiment reçoit l'ordre de rester pour défendre Saltville et les mines, tandis que sa division part pour l'ouest, mais le 19 septembre 1863, la bataille de Chickamauga incite les planificateurs de la guerre confédérés à lui donner l'ordre de partir pour le Tennessee.
Jones commence une série de manœuvres et d'escarmouches autour de la rivière Wautauga contre l'armée de l'Ohio commandée par le major général Ambrose Burnside. Mais quand Burnside revient en arrière sur Knoxville à la mi-octobre, Jones décide de faire retourner le 45th Virginia à Saltville, tandis que le reste de son commandement se joint à la campagne de James Longstreet pour faire le siège de l'armée de l'Ohio.
Le régiment est déjà installé dans les quartiers d'hiver lorsqu'un raid d'Averell dans la vallée de New River (en) menace de nouveau la Virginie et le chemin de fer du Tennessee. Le 16 décembre 1863, le 45th Virginia se place à New River Bridge, puis passe le jour de Noël dans la ville de Salem, avant que la menace ne se termine et il retourne à Saltville et les quartiers d'hiver. Lors de la dernière journée de 1863, 918 hommes ont été inscrits sur la liste des effectifs du régiment, 702 sont présents, le reste est vraisemblablement en congé de maladie ou en congé de convalescence.

## La campagne de 1864 dans la vallée de la Shenandoah
Voir : les campagnes de la Vallée de 1864

### Raids de Crook et d'Averell
Le régiment reste autour de Saltville pendant l'hiver, avec de nombreux hommes qui se réengagent pour la durée de la guerre. Au début de mars, il y a un débat pour savoir si le régiment dépend du commandement du Tennessee oriental de Longstreet avec le reste de la brigade, ou s'il reste dans le département de la Trans-Allegheny, sous les ordres de son nouveau chef, le major général John C. Breckinridge. C'est la dernière solution qui est retenue. Le dernier jour d'avril, les listes d'appel montrent que le régiment avait 840 hommes présents.
D'ici le printemps, le nouveau général en chef de l'Union, le major général Ulysses S. Grant a une nouvelle stratégie pour la guerre qui coordonne les actions sur tous les théâtres. Dans le sud-ouest de la Virginie et la Virginie-Occidentale, cela signifie qu'Averell partira attaquer Saltville et Wytheville, où d'importantes mines de plomb existent, et le brigadier général George Crook coupera le chemin de fer de la Virginie et du Tennessee dans la New River Gorge. Puis, ils se joindront au major général Franz Sigel, qui s'avancera dans la vallée de la Shenandoah, à Lynchburg et marchera sur Richmond.
Alors que John Hunt Morgan s'occupe d'Averell, le 45th Virginia est envoyé précipitamment à l'ouest pour affronter Crook. La brigade de cavalerie du brigadier général Albert G. Jenkins (en) a stoppé Crook à Cloyd's Mountain et le 45th Virginia la rejoint. Le colonel Browne déploie ses compagnies sur la gauche des confédérés et fait face à au gros de l'infanterie de Crook, une brigade de soldats de l'Ohio sous les ordres du vieil adversaire du régiment Rutherford B. Hayes, y compris les 23rd Ohio Infantry. Le lieutenant colonel Harman, commandant une partie de la ligne, envoie le commandant Davis pour renforcer le 60th Virginia (en), qui a envoyé deux compagnies, mais alors qu'il est en train de les placer, il est frappé par une balle de mousquet et est mortellement blessé.
Les soldats de l'Union sont repoussés, mais lorsque les confédérés se lancent à leur poursuite, la situation se retourne et les confédérés se mettent à courir. Davis essaie de stabiliser la ligne, mais un combat au corps à corps éclate et le flanc est tourné. Jenkins est lui-même blessé au bras alors qu'il est à la tête du 45th Virginia et est transporté hors du champ de bataille, mortellement blessé, et le colonel de cavalerie John McCausland (en) prend le commandement. Il ordonne la retraite complète qui laisse une grande partie du train d'approvisionnement du régiment sur le terrain, avec 46 de ses hommes qui sont capturés, 96 blessés et 26 tués, ce qui constitue les pires pertes jusqu'à présent.
Crook, toutefois, ne se lance pas à leur poursuite, ayant appris les lourdes pertes subies par l'armée du Potomac dans la Wilderness au nord de Richmond, ainsi que la défaite de Sigel à New Market. McCausland retire son armée du territoire, et un certain nombre d'hommes du 45th Virginia sont chargés d'enterrer les morts sur le champ de bataille de Cloyd's Mountain le 18 mai 1864. Comme la campagne au nord de Richmond devient plus sanglante, Breckinridge est appelé à Richmond avec une division de son commandement, et le brigadier général William "Grumble" Jones (en) prend sur le reste du département. Sigel est remplacé par le major général David Hunter, avec des instructions pour détruire les propriétés confédérées dans la Vallée de Shenandoah, afin de priver l'armée de Virginie du Nord de Lee de ravitaillement, en particulier des produits alimentaires.

### La campagne de Lynchburg
Jones achemine ses troupes au nord, dans la vallée pour arrêter Hunter, qui a déjà brûlé Lexington. Le 45th Virginia et le reste des hommes de Jones sont transportés par chemin de fer vers Port Republic (Virginie), mais quand Hunter ne semble pas commencer à marcher vers Staunton. Le 5 juin 1864, les deux armées se rencontrent dans le village du Piedmont. Le 45th Virginia prend position derrière les enclos ferroviaires et subit un barrage d'artillerie lourde de l'Union. Hunter déplace plusieurs régiments autour du flanc droit confédéré sous le couvert des bois, ce que Jones découvre trop tard. Tout en essayant de rallier ses hommes, il est frappé à la tête et est tué.
Les confédérés sont mis en déroute, avec de lourdes pertes. Le 45th Virginia subit au moins 325 hommes capturés, des dizaines de blessés, et six tués, bien que les dossiers mal conservés sous-estiment presque certainement les pertes de la bataille. Le colonel Browne est blessé et capturé. Un camarade de promotion de West Point, le capitaine Henry A. du Pont lui rend visite à l'hôpital et lui prête de l'argent pour sa peine d'emprisonnement, mais trois jours plus tard à ses blessures prennent une mauvaise tournure et il meurt subitement. Alexander Davis est également capturé, avec trois commandants de compagnie et deux autres sont gravement blessés. Le régiment a perdu ses couleurs, quand ils sont saisis par le soldat Thomas Evans, un immigrant gallois du 54th Pennsylvania, qui se voit décerner la médaille d'honneur pour cette action. Les hommes se regroupent lentement Waynesboro avec moins de 300 hommes restants.
Le régiment recule vers Lynchburg, maintenant dirigé par le commandant de la compagnie E, récemment promu commandant, Francis Miller, un immigrant prussien qui a commencé la guerre comme sergent commissaire du régiment. À Lynchburg, ils sont rejoints par Breckinridge, qui est renvoyé à l'ouest de la Virginie pour combattre Hunter, qui avance sur Lynchburg avec une importante armée. Le cavalerie de McCausland réussit à retarder Hunter assez longtemps pour que des renforts arrivent de Lee sous les ordres du major général Jubal A. Early, qui a déplacé des wagons couverts en un va-et-vient bruyant et a réussi à berner Hunter pour le pousser à la retraite.

### La marche avec Early
Early reforme rapidement les troupes à Lynchburg dans l'armée de la Vallée et planifie une campagne offensive pour retirer la pression exercée sur Lee. Le 45th Virginia est placé dans la brigade de leur ancien commandant, Gabriel Wharton, maintenant brigadier général. La marche des régiments, avec Early en aval de la Vallée vers Shepherdstown est la première avec une unité plus grande qu'une brigade, et il a traversé le fleuve Potomac, le 5 juillet. Quatre jours plus tard, le 9 juillet, Early livre une bataille contre un méli-mélo de forces défensives de l'Union sous les ordres de Lew Wallace à Monocacy Jonction, mais la brigade de Wharton est tenue en réserve et ne participe à aucune action.
Avant le 11 juillet, les hommes du 45th Virginia peuvent voir le dôme du Capitole des États-Unis récemment achevé à partir de leur position à Silver Spring. Il n'est pas impliqué dans les combats près de fort Stevens, cependant, et le 13 juillet, la brigade de Wharton commencé à dégager les troupes de l'Union à l'arrière de l'armée, alors qu'elle retourne vers le Potomac, y compris à Heaton's Crossroads (en) et à Cool Spring.
Tout au long de la retraite, Crook occulte le mouvement d'Early vers l'ouest, mais le 24 juillet, Early l'attaque soudainement à Kernstown. Faisant partie de la brigade de Wharton, le 45th Virginia tourne le flanc gauche de Crook et met en déroute son armée. Le passage libéré, la cavalerie de John McCausland retourne dans le Maryland, où il tente rançonner la ville de Chambersburg. Lorsque son prix de 500 000 dollars (8 173 404 dollars actuels) n'est pas livré, il ordonne au colonel William Peters, ancien commandant du 45th Virginia, maintenant à la tête du 21st Virginia Cavalry (en) de brûler la ville. Quand il refuse, il est arrêté et McCausland incendie de la ville. « Souvenez-vous de Chambersburg » devient un cri de ralliement pour les troupes du Nord.
Early reste dans la basse vallée en août, lorsque le major général Philip Sheridan prend le commandement de toutes les forces de l'Union avec l'ordre d'éliminer Early. Breckinridge est de nouveau transféré hors du théâtre et Wharton assume le commandement de la division, pendant que sa brigade est dirigée par le colonel Augustus Forsburg du 51st Virginia. Au cours des deux semaines suivantes, Early et Sheridan se lancent à tour de rôle à la poursuite de l'autre, en haut et en bas de la vallée, et les confédérés sont renforcés par une division sous les ordres du major général Richard H. Anderson. La division de Wharton se lance à la poursuite des forces de l'Union qui retournent vers Winchester, capturant environ 200 hommes.
Le 45th Virginia est tenu en réserve, avec le reste de la division de Wharton au cours de la bataille de Summit Point le 21 août. La poursuite et la contre-poursuite continuent. Le 4 septembre, Wharton reçoit l'ordre de partir pour Berryville et se retrouve avec les hommes d'Anderson engagés contre la division de Joseph Thoburn (en) de l'armée de Sheridan. Le 45th Virginia et le reste de la division prennent position sur le flanc gauche d'Anderson et le sécurisent, pendant que les confédérés repoussent les hommes Thoburn. Mais au cours de la bataille, Sheridan est en mesure de stopper le reste de son armée, donc Early ordonne aux sudistes de prendre position sur Opequon Creek (en) au sud de Winchester.
Durant le mois d'août, Lee perd le contrôle du chemin de fer de Weldon au sud de Petersburg alors que Grant étend ses lignes à l'ouest. Anderson reçoit l'ordre de se replier sur Petersburg, avec ses hommes et la division de Wharton est déplacée au nord de Winchester pour défendre la batterie qui permet de couvrir le mouvement le 16 septembre. Sheridan ordonne un assaut général et prend la division de Wharton bien au nord de la ville à 8 heures du matin. Autour de 11 heures du matin, la cavalerie sous les ordres du brigadier général George A. Custer pénètre la ligne, mais finalement, les confédérés la repoussent.
La division se retire à environ un kilomètre six cents (un mile) au nord de Winchester, pour faire la jonction avec le reste de la ligne d'Early, avec la brigade du 45th Virginia positionnée à l'extrême flanc gauche. La division de Wharton est le point focal de la charge de la division de Thoburn de l'armée de Crook, que le 45th Virginia et sa division repoussent avec de lourdes pertes. Thoburn se réorganise et continue les assauts et est rejoint par la cavalerie d'Averell, qui a réussi à passer derrière la brigade de Forsberg. La division ne résiste pas, suivie par l'armée, et les hommes du 45th Virginia courent à travers la ville pendant que la cavalerie d'Averell rassemble les prisonniers. Au moins cinq membres du régiment sont tués et 79 sont capturés.
Early place une nouvelle ligne de bataille à quelques kilomètres au sud de Fisher's Hill, avec la division de Wharton retranchée en haut, la brigade de Forsberg faisant la jonction avec la division de John B. Gordon. La division repousse la division de l'Union supérieure en nombre qui l'attaque, mais une fois de plus la division de Thoburn avec la division de Rutherford Hayes tourne le flanc gauche confédéré et l'armée est mise en déroute. Les hommes de Wharton sont en mesure de former une arrière-garde et la plupart de l'armée s'échappe dans la vallée. Sheridan lance une campagne pour détruire tout ce qui peut être utile à l'armée des confédérés.
Early profite de l'occasion pour avancer du fond de la vallée. Le 1er octobre, l'armée a atteint Mount Sidney. Dans la brigade de Forsberg, seulement 417 hommes sont inscrits comme aptes pour le service, avec probablement moins de 200 dans le 45th Virginia. Sheridan, pensant que les confédérés dans la vallée ne sont plus une menace, commence à se retirer vers Winchester. Les confédérés surprennent les troupes de l'Union qui campent près de Hupp's Hill, le 13 octobre, puis s'installent dans des positions défensives sur Fisher's Hill, alertant Sheridan sur le danger et le conduisant à envoyer son armée entière de 30 000 hommes à Cedar Creek,.
Avant l'aube, le 19 octobre, Early met sa petite armée en position d'attaque, surprenant l'armée de l'Union pendant son sommeil, en l'absence de Sheridan. Le 45th Virginia, sa brigade maintenant dirigée par le capitaine R. H. Logan, avance à l'extrême gauche de la division et balaye les hommes de l'Union en face d'eux sur le terrain. La division de Wharton est déplacée vers la droite, avec la brigade du 45th Virginia de nouveau à l’extrémité du flanc. La division affamée se rue sur les approvisionnements de l'Union capturés dans Middleburg jusqu'à se gaver et bientôt le pillage s'étend à l'ensemble de l'armée. Mais l'armée de l'Union n'est pas encore en déroute, et Sheridan arrive sur le champ de bataille, réorganisant son armée. L'Union s'écrase sur la gauche d'Early, et l'ensemble de l'armée sudiste s'enfuit, laissant les fournitures capturées et beaucoup des siennes, aussi.
L'armée campe pendant plusieurs semaines à New Market et le 45th Virginia reçoit 44 nouveaux conscrits de Richmond, pour la plupart âgés de plus de 45 ans. Encore une fois, Sheridan se retire vers le nord, et à nouveau suivi par Early, mais l'armée est trop affaiblie pour contester directement l'armée de l'Union et finalement retourne à New Market. Avec l'arrivée du temps froid et sans vêtement d'hiver ou chaussures, le 45th Virginia refuse de s'entraîner dans la neige le 6 décembre et est placé en état d'arrestation par le 51st Virginia sur ordre de Wharton avec le capitaine Rufus Wainwright prenant temporairement le commandement du régiment. D'ici le 16 décembre, la division de Wharton est tout ce qui reste du commandement d'Early, le reste ayant été renvoyé dans l'armée de Lee à Petersburg. Au cours des dernières semaines de l'année, ils sortent du camp dans la neige abondante pour répondre à plusieurs avancées de l'Union, mais aucun combat n'en résulte.

## La fin de la guerre et la dissolution
Les deux premiers mois de 1865 se déroulent sans incident et le 2 mars, la division de Wharton et quelques troupes restantes dans le sud-ouest de la Virginie, désormais sous les ordres d'Early, reçoivent l'ordre de partir vers l'est pour soutenir l'armée de Lee. Ils parviennent jusqu'à Waynesboro, poursuivis par la cavalerie de Custer, avant de former une ligne de bataille pour repousser l'Union. Les 800 hommes de Wharton sont rapidement encerclés par les 7 500 cavaliers de l'Union et se rendent, bien que Wharton et Early s'échappent tous les deux. Certains hommes du 45th Virginia réussissent aussi à s'échapper, mais le commandant Miller et 119 hommes sont capturés.
Ceux qui sont plus loin se regroupent à Charlottesville et sont rapidement transférés à Dublin par chemin de fer, et marchent de là jusqu'à Christiansburg, où, après avoir entendu les nouvelles de la reddition de Lee à Appomattox Court House, ils décident de se dissoudre.
Au cours de la guerre, 1 947 hommes ont été inscrits en tant que membres du 45th Virginia à un moment de la guerre, bien que la plupart des archives du régiment ont été mal conservées ou perdues, il est difficile de savoir combien étaient considérés comme de véritables membres du régiment. Les archives des prisonniers de guerre de l'Union rapportent 600 membres du régiment, ayant été capturés, dont 104 d'entre eux sont morts en captivité. Les archives du régiment comptabilisent 65 morts au combat et 143 décès dus à la maladie ou d'autres raisons, dont certaines peuvent être des blessures.

### Note
1. ↑  Cf. Ordre de bataille confédéré de la seconde bataille de Kernstown
2. ↑  Cf. Ordre de bataille confédéré de Cedar Creek